# Herzeele
Herzeele település Franciaországban, Nord megyében. Lakosainak száma 1627 fő (2022. január 1.). Herzeele Winnezeele, Oudezeele, Wormhout, Bambecque és Houtkerque községekkel határos.

## Népesség
A település népességének változása:
| Lakosok száma | 1580 | 1613 | 1661 | 1640 | 1641 | 1649 | 1642 | 1634 | 1627 |
|               | 2013 | 2015 | 2016 | 2017 | 2018 | 2019 | 2020 | 2021 | 2022 |